# Vierge à l'Enfant de la Kaaba
La Vierge à l'Enfant  de la Kaaba  est une peinture religieuse, réalisée par un maître anonyme avant ou entre 608 et 622 ou 630 au plus tard. À cette période, elle est accrochée à un pilier à l'intérieur de la Kaaba, un sanctuaire situé à La Mecque (actuelle Arabie saoudite), qui venait d'être reconstruite après un incendie.
La Vierge à l'Enfant est mentionnée par les historiens Muḥammad ibn ʿĀʾidh (768-846/49) et Abū al-Walīd al-Azraqī (mort vers 837). En 630, durant la conquête de la Mecque par le prophète de l'islam Mahomet, il l'épargne lorsque ses troupes détruisent (sur son ordre) les statues et images idolâtres. Selon les témoignages rapportés, l'icône a brûlé à l'époque de la Deuxième Fitna, durant le siège de La Mecque de 683, qui détruisit en partie et de nouveau la Kaaba.

## Histoire

### Restauration de la Kaaba
Abū al-Walīd al-Azraqī, dans son Kitab Akhbar Makka (« Livre des histoires de La Mecque »), rapporte qu'en 608, un incendie ravage la Kaaba à cause d'un fidèle imprudent et il est décidé de la reconstruire. La tribu de Quraish, qui dirige La Mecque, fait appel à un dénommé Bāqūm al-Rūmī, architecte et charpentier copte ou éthiopien de l'empire byzantin. Six colonnes (دعايم, daʿāʾim) sont érigées à l'intérieur de la pierre noire, et les Quraish agrémentent de fresques les colonnes, le plafond et les murs internes. Parmi les images accrochées aux colonnes, on trouve les icônes religieuses des prophètes de l'islam : al-Azraqī décrit une représentation d'Abraham utilisant des flèches divinatoires, à la manière des devins préislamiques, ainsi qu'une image de Jésus Christ et de sa mère la vierge Marie, icône qui se trouve sur une colonne au milieu de la rangée en face de la porte de la Kaaba.

### Purification de la Kaaba

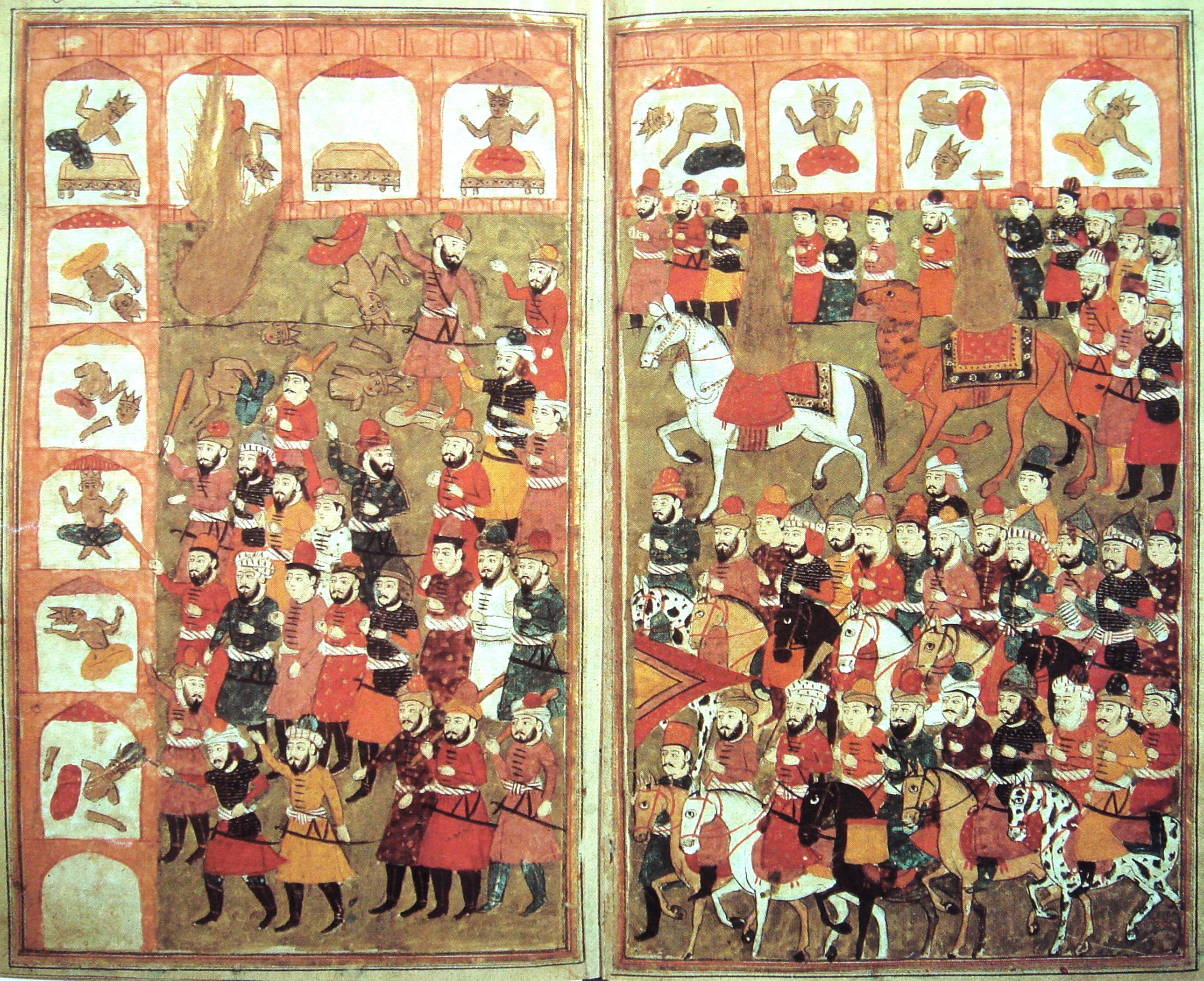
Mahomet détruisant les idoles, miniature d'un Hamla-i Haydarī, 1808.

Un événement célèbre de la conquête de La Mecque, en 630, est la purification de la Kaaba : Mahomet ordonne à ses troupes de  détruire toutes les idoles, de retirer les peintures et toute décoration païenne des murs à l'intérieur du sanctuaire. L'historien Ibn ʾIsḥāq (mort en 767-768), qui est le premier grand biographe de Mahomet, rapporte qu'il détruit l'icône d'Abraham, et de son fils Ismaël selon certaines versions, car la peinture le(s) représente(nt) utilisant des flèches divinatoires, alors que la divination est condamnée dans l'islam.
Dans le récit de la purification de la Kaaba par al-Azraqī, ce dernier indique que Mahomet mutile les images, en les effaçant avec un tissu imbibé d'eau du puits de Zamzam, suggérant que les peintures sont à l'eau. Une autre narration fait dire à Mahomet qu'il ne rentrera pas dans la Kaaba tant qu'il y restera toute trace polythéiste, mais G. R. D. King pense que cela désignait les statues et non les peintures. En tous cas, selon al-Azraqī, Mahomet cache la Vierge à l'Enfant de sa main et interdit de l'effacer. Al-Azraqī ajoute que le chef des musulmans sauve les deux cornes d'un bélier, que la tradition affirmait être celles de l'animal sacrifié par Abraham à la place de son fils, Ismaël dans l'islam ou Isaac dans la Bible. 

### Disparition
Deux muftis de La Mecque, ʿAṭāʾ ibn Abī Rabāḥ (v. 648-733) et son successeur ʿAmr ibn Dīnār (v. 666-v. 744), affirment avoir vu l'icône de leurs propres yeux. Al-Azraqī rapporte un dialogue où ʿAṭāʾ ibn Abī Rabāḥ est questionné sur la Vierge à l'Enfant, et dans lequel Ibn Abī Rabāḥ affirme qu'elle fut détruite « par le feu ». Dans le Kitāb al-Maghāzī, Muḥammad ibn ʿĀʾidh rapporte une tradition transmise par son maître, le savant syrien al-Walīd ibn Muslim (mort en 810), disant que selon le savant damascène Saʿīd ibn ʿAbd al-ʿAzīz, la faute de la destruction doit être attribuée à Ibn az-Zubayr, qui fit le siège de La Mecque en 683, détruisant une partie de la Kaaba.

## Analyse

### Description

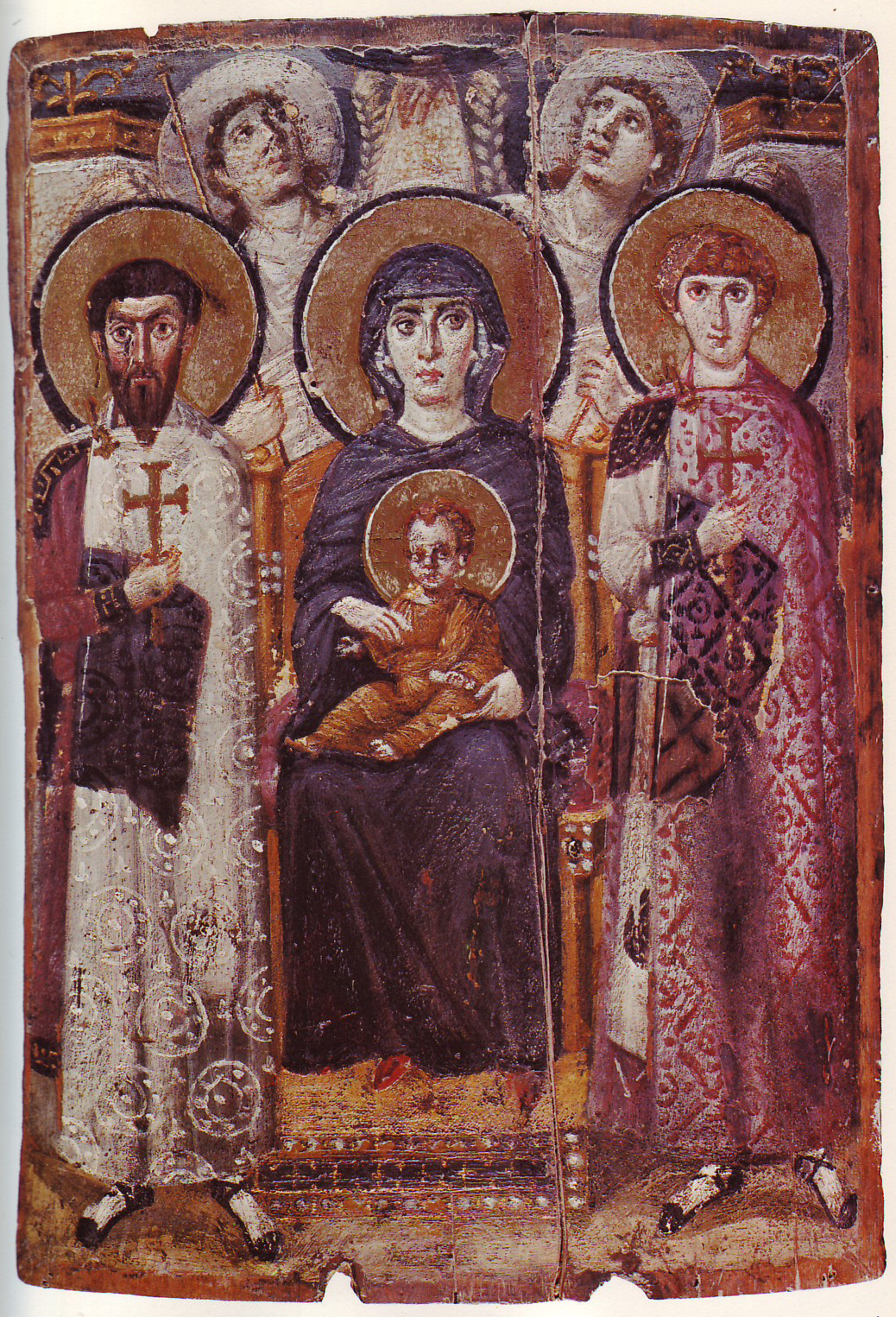
Vierge à l'Enfant avec saints et ange, icône du VIe siècle, monastère Sainte-Catherine du Sinaï.

Al-Azraqī rapporte qu'ʿAṭāʾ ibn Abī Rabāḥ décrit la peinture comme « une image (تمثال, timthāl) de Marie ornée (مزوقا, muzawaqan) ; et son fils Jésus était sur ses genoux, orné ». Cette iconographie d'une Vierge assise avec l'Enfant Jésus sur ses genoux est alors très répandue dans la chrétienté au VIIe siècle, notamment dans l'empire byzantin et jusqu'au royaume d'Aksoum et au Yémen. Il existe toujours une icône du vie siècle représentant la Vierge, l'Enfant sur ses genoux et entourée de saints et d'anges, actuellement conservée en Égypte, au monastère Sainte-Catherine du Sinaï. Bāqūm al-Rūmī ayant été un architecte égyptien ou éthiopien, il est possible qu'il ait influencé le style des peintures durant la restauration de la Kaaba.
Al-Azraqī rapporte un hadith d'une dénommée Asmaʾ bint Shiqr : vraisemblablement entre 608 et 630, une femme des Ghassanides, tribu arabe chrétienne, fait le pèlerinage vers La Mecque. En voyant l'icône de la Vierge, elle s'exclame : « Par mon père et par ma mère, tu appartiens aux Arabes. » Il est difficile de dire si la pèlerine ghassanide indique par là que la Vierge avait des traits arabes, ou si elle est surprise de voir une icône chrétienne au sein de la Kaaba, image respectée dans une ville païenne.

### Datation
Al-Azraqī rapporte que l'icône de la Vierge à l'Enfant est installée après la reconstruction de la Kaaba, à la suite de l'incendie de 608.  La tradition musulmane raconte qu'avant l'apparition de l'ange Gabriel à Mahomet en 610, ses voyages commerciaux l'avaient amené en Arabie pétrée et en Syrie, où il est possible qu'il ait déjà vu des images chrétiennes. En 622, Mahomet fuit les persécutions et s'installe à Médine, ce qui est appelé l'Hégire. La création et l'installation de la Vierge à l'Enfant dans la Kaaba ne sont probablement pas postérieures à cet événement, puisqu'il connaît la peinture et sa signification lorsqu'il la voit après la conquête de La Mecque, en 630. Cependant, l'année de la conquête est une datation tardive possible : selon la tradition musulmane, en 615, plusieurs compagnons et compagnonnes de Mahomet migrent en Abyssinie, un pays chrétien, afin de fuir les persécutions des Mecquois. En revenant s'installer à Médine, ils décrivirent les peintures religieuses qu'ils purent apercevoir dans le pays. Il est donc aussi possible que Mahomet fut familiarisé avec l'iconographie chrétienne durant la période médinoise. 

### Une tolérance primitive?
La tradition musulmane sunnite rapporte plusieurs traditions qui sont négatives à l'égard de la création d'images, qui peut conduire à l'idolâtrie. Cependant, cela n'a pas empêché la création d'images dans le monde sunnite et une importante production dans les pays chiites. L'attitude de Mahomet à l'égard de l'icône de la Vierge à l'Enfant de la Kaaba montre une acceptabilité des représentations figurées dans l'islam primitif. Malgré les réticences ultérieures de nombreuses branches de l'islam, cette tradition ne semble pas vraiment inventée et montre que Mahomet lui-même put respecter particulièrement les icônes de Jésus et de Marie. L'iconoclasme de Mahomet visait plutôt à détruire les images païennes et les symboles polythéistes afin d'établir le monothéisme. Désirer sauvegarder une image de Marie, une sainte femme, et de Jésus, un saint prophète, dans la Kaaba est une acceptation pour les images pieuses.
L'historienne de l'art Emine Fetvaci suggère que ce geste de Mahomet a influencé le sultan ottoman Mehmed II, lorsqu'il prit Constantinople en 1453 et qu'il épargna les mosaïques de la basilique Sainte-Sophie.

### Sources primaires
- (en) Ibn ʾIsḥāq (trad. Alfred Guillaume), The Life of Muhammad [« Sīrat Rasūl Allāh »], Karachi, Oxford University Press, 2004 (1re éd. 1955), 813 p.
- (de + ar) Abū al-Walīd al-Azraqī, Die Chroniken der Stadt Mekka [« Kitab Akhbar Makka »], vol. 1-2, Leipzig, F. A. Brockhaus, 1858, 518 p., p. 110-112.
- (ar) Ibn Hajar al-Asqalani, Fath al-Bari, vol. 7, Médine, Sultan ben Abdelaziz Al Saoud, 1992.
- (ar) Muḥammad ibn ʿĀʾidh, Kitāb al-Maghāzī.

### Sources secondaires
- (en) G. R. D. King, « The Paintings of the Pre-Islamic Kaʿba  », Muqarnas, vol. 21,‎ 2004, p. 219–229 (lire en ligne  [PDF]).